# Curling na Zimních olympijských hrách 1924 – turnaj muži
Turnaj mužů v curlingu na Zimních olympijských hrách 1932 byla soutěž hraná v hale Stade Olympique.

## Týmy
Mužského turnaje se účastnily 3 reprezentace.
| Země           | Sportovci |
| -------------- | --- |
| Velká Británie | Thomas Robertson-Aikman, Delaval Astley, Laurence Jackson, William Brown, William Kilgour Jackson, John MacLeod, Thomas Blackwood Murray, Robin Welsh |
| Švédsko        | Johan Petter Åhlén, Carl August Kronlund, Ture Ödlund, Carl Wilhelm Petersén, Carl Axel Pettersson, Erik Severin, Karl Wahlberg, Victor Wetterström   |
| Francie        | Henri Aldebert, Georges André, Armand Isaac-Bénédic, Pierre Canivet, Henri Cournollet                                                                 |

## Základní skupina
| Pořadí | Tým            | Z | V | P | Skóre |
| ------ | -------------- | - | - | - | ----- |
| 1.     | Velká Británie | 2 | 2 | 0 | 84:11 |
| 2.     | Švédsko        | 2 | 1 | 1 | 25:48 |
| 3.     | Francie        | 2 | 0 | 2 | 14:64 |

### 1. kolo
28. ledna 1924, 10:00
| Tým     | Celkem |
| ------- | ------ |
| Švédsko | 18     |
| Francie | 10     |

### 2. kolo
29. ledna 1924, 10:00
| Tým            | Celkem |
| -------------- | ------ |
| Velká Británie | 38     |
| Švédsko        | 7      |

### 3. kolo
30. ledna 1924, 10:00
| Tým            | Celkem |
| -------------- | ------ |
| Velká Británie | 46     |
| Francie        | 4      |

## Konečné umístění
| Pořadí                      | Tým            |
| --------------------------- | -------------- |
| Zlatá olympijská medaile    | Velká Británie |
| Stříbrná olympijská medaile | Švédsko        |
| Bronzová olympijská medaile | Francie        |